# Důl Pokrok

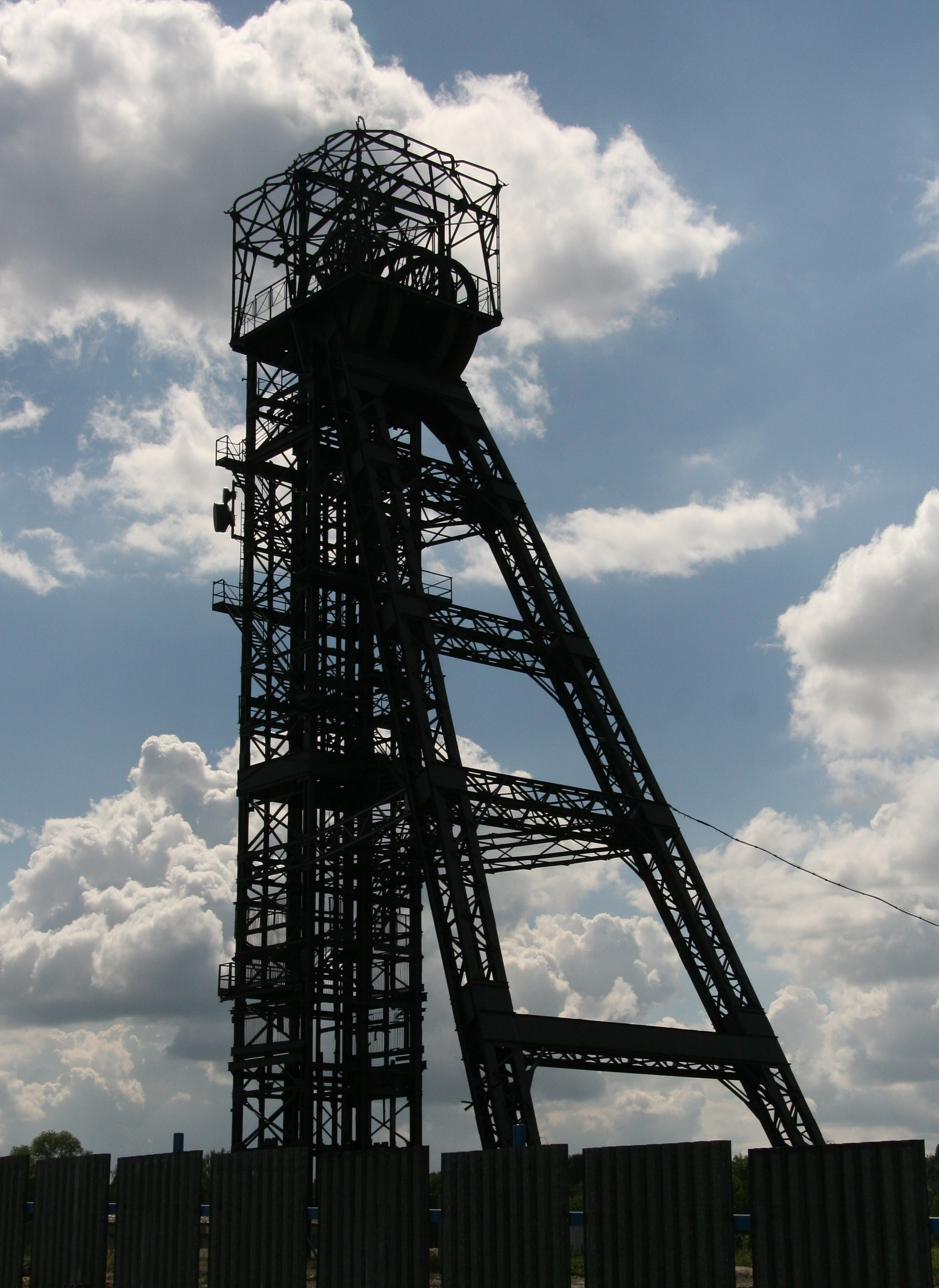
Petřvald, těžní věž dolu Fučík

Důl Pokrok je bývalý hlubinný uhelný důl v Petřvaldě. Před ukončením těžby 28. února 1998 byla těžní věž 3. dubna 1997 Ministerstvem kultury České republiky prohlášena za kulturní památku ČR.

## Historie
Důl byl založen Rakouskou báňskou a hutní společností (BHS) pod jménem důl Habsburk (německy Habsburgschacht) 29. května 1912. V období 1911–1912 byly hloubeny větrní a těžní jámy a postaveny povrchové provozní objekty. Těžba byla zahájena v roce 1913. (Stejné jméno nesl důl Habsburk v Kopistech u Mostu, založený roku 1891). V roce 1920 bylo jméno bývalého panovnického rodu z názvu odstraněna a důl byl přejmenován na Pokrok, protože se zde uplatňovaly pokrokové metody v hornictví deklarované společností BHS.
V roce 1953 začalo slučování samostatných dolů. Od počátku února 1953 byl důl Pokrok sloučen s dolem Hedvika a byl přejmenován po komunistickém novináři a odbojáři na velkodůl Důl Julia Fučíka. Sloučením dolů Václav a Evžen vznikl Důl Čs. pionýr. V roce 1961 byl k Dolu Julius Fučík připojen Důl Ludvík. K Dolu Čs. pionýr byl v roce 1962 připojen Důl Žofie a v roce 1970 byl Důl Julius Fučík spojen s Dolem Čs. pionýr. Tento velkodůl měl v provozu pět důlních závodů a jeden povrchový provoz.
Útlum byl zahájen v roce 1992 v lokalitě dolu Ludvík a na zbývajících objektech v roce 1995. Během útlumu však došlo k prodloužení těžby až do 28. února 1998, kdy vyjel poslední vozík s uhlím. V tomto roce byly prováděny likvidační práce. V období 2000–2001 byly zasypány jámy dolu Pokrok a v roce 2000 odstřelem zlikvidována skipová jáma.
Areál dolu Pokrok byl 3. dubna 1997 prohlášen za kulturní památku ČR. K přehodnocení prohlášení došlo v roce 2006, kdy byla památková ochrana zrušena z objektů strojovny a kompresorovny, staré kotelny, zámečnické dílny a třídírny. V konečném stadiu je zachována a chráněná konstrukce těžní věže, movitý majetek elektrický těžní stroj Brown-Boveri a parní turbokompresor PTK 36 byly přeneseny do strojovny Dolu Hlubina v Ostravě. V roce 2009 byla zahájena demolice budov.

## Technická charakteristika dolu
- Těžní jáma je hluboká 606 m, větrní jáma 413 m. Obě byly založeny v roce 1912
- Důl má následující patra:
  - -1. (patro větrní) v hloubce 344 m
  - -2. v hloubce 406 m
  - -3. v hloubce 575

## Zánik dolu
Těžba skončila 28. února 1998 a poslední vozík uhlí z Jámy Pokrok (závod 01 dolu Julia Fučíka) byl vyvezen 2. března 1998.
Těžní budova s těžní věží Jámy Pokrok byla prohlášena 3. dubna 1997 za uzavřenou a zneškodněnou (kromě hlavní těžní věže) a prohlášená za kulturní památku. Budova vrátnice a správní budovy byly renovovány.

## Zajímavost
V letech 1959–1961 byl na dole Pokrok dělnickým ředitelem bývalý horník a úderník, pozdější generální ředitel OKD a politik Jaroslav Miska.